# Roman Čerepkai
Roman Čerepkai (Bratislava, 6 aprile 2002) è un calciatore slovacco, attaccante del FC Košice.

## Carriera

### Club
Cresciuto nel settore giovanile dello Slovan Bratislava, nel gennaio del 2019 è stato acquistato dalla Sampdoria dove ha trascorso sei mesi con la formazione Under-17. Nell'estate seguente è tornato allo Slovan, dove dal 2020 al 2022 ha giocato con la seconda squadra in 2. Liga (seconda divisione slovacca).
Nell'estate del 2022 è stato acquistato a titolo definitivo dal Teplice, dove ha esordito nella massima divisione ceca. A causa dello scarso impiego, nel 2023 è stato ceduto in prestito al ViOn Z.M., club della prima divisione slovacca, trasferimento poi esteso anche alla prima meta della stagione 2023-2024.
Rientrato al Teplice, vi ha trascorso la prima metà della stagione 2024-2025 prima di passare a titolo definitivo al FC Košice.

### Nazionale
Ha giocato con le nazionali giovanili slovacche Under-16, Under-17, Under-18 ed Under-21; con quest'ultima nel 2025 ha anche partecipato agli Europei di categoria.

## Statistiche

### Presenze e reti nei club
Statistiche aggiornate al 7 giugno 2025.
| Stagione                    | Squadra                     | Campionato                  | Campionato | Campionato | Coppe nazionali | Coppe nazionali | Coppe nazionali | Coppe continentali | Coppe continentali | Coppe continentali | Altre coppe | Altre coppe | Altre coppe | Totale | Totale | Totale |
| Stagione                    | Squadra                     | Comp                        | Pres       | Reti       | Comp            | Pres            | Reti            | Comp               | Pres               | Reti               | Comp        | Pres        | Reti        | Pres   | Reti   |        |
| --------------------------- | --------------------------- | --------------------------- | ---------- | ---------- | --------------- | --------------- | --------------- | ------------------ | ------------------ | ------------------ | ----------- | ----------- | ----------- | ------ | ------ | ------ |
| 2020-2021                   | Slovan Bratislava II        | 1L                          | 7          | 2          | -               | -               | -               | -                  | -                  | -                  | -           | -           | -           | 7      | 2      |        |
| 2021-2022                   | Slovan Bratislava II        | 1L                          | 16         | 5          | -               | -               | -               | -                  | -                  | -                  | -           | -           | -           | 16     | 5      |        |
| Totale Slovan Bratislava II | Totale Slovan Bratislava II | Totale Slovan Bratislava II | 23         | 7          |                 | -               | -               |                    | -                  | -                  |             | -           | -           | 23     | 7      |        |
| 2022-gen. 2023              | Teplice B                   | CFL                         | 2          | 0          | -               | -               | -               | -                  | -                  | -                  | -           | -           | -           | 2      | 0      |        |
| 2022-gen. 2023              | Teplice                     | 1L                          | 4          | 0          | CRC             | 0               | 0               | -                  | -                  | -                  | -           | -           | -           | 4      | 0      |        |
| gen.-giu. 2023              | ViOn Z.M.                   | SL                          | 15         | 3          | CS              | 0               | 0               | -                  | -                  | -                  | -           | -           | -           | 15     | 3      |        |
| 2023-gen. 2024              | ViOn Z.M.                   | SL                          | 18         | 2          | CS              | 2               | 1               | -                  | -                  | -                  | -           | -           | -           | 20     | 3      |        |
| Totale ViOn Z.M.            | Totale ViOn Z.M.            | Totale ViOn Z.M.            | 33         | 5          |                 | 2               | 1               |                    | -                  | -                  |             | -           | -           | 35     | 6      |        |
| gen.-giu. 2024              | Teplice                     | 1L                          | 14         | 0          | CRC             | 0               | 0               | -                  | -                  | -                  | -           | -           | -           | 14     | 0      |        |
| 2024-gen. 2025              | Teplice                     | 1L                          | 13         | 1          | CRC             | 1               | 0               | -                  | -                  | -                  | -           | -           | -           | 14     | 1      |        |
| Totale Teplice              | Totale Teplice              | Totale Teplice              | 31         | 0          |                 | 1               | 0               |                    | -                  | -                  |             | -           | -           | 32     | 0      |        |
| 2024-gen. 2025              | Teplice B                   | CFL                         | 1          | 0          | -               | -               | -               | -                  | -                  | -                  | -           | -           | -           | 1      | 0      |        |
| Totale Teplice B            | Totale Teplice B            | Totale Teplice B            | 5          | 0          |                 | -               | -               |                    | -                  | -                  |             | -           | -           | 5      | 0      |        |
| gen.-giu. 2025              | FC Košice                   | SL                          | 13         | 4          | CS              | 1               | 0               | -                  | -                  | -                  | -           | -           | -           | 14     | 4      |        |
| Totale carriera             | Totale carriera             | Totale carriera             | 65         | 4          |                 | 8               | 0               |                    | -                  | -                  |             | -           | -           | 73     | 4      |        |